# Sake Bombs and Happy Endings
Sake Bombs and Happy Endings je DVD nesoucí záznam promočního turné pop punkové skupiny Sum 41 k jejich albu "Does This Look Infected?". Natočeno bylo v Bay NK Hall (Tokio, Japonsko) 17. května 2003.
Bylo remasterováno do Dolby Digital 5.1. Obsahuje rovněž videoklipy ke skladbám "Still Waiting" a "Over My Head (Better Off Dead)".

## Seznam skladeb
1. (zahajovací titulky) (2:28)
2. Mr. Amsterdam (3:09)
3. My Direction (2:07)
4. Hyper-Insomnia-Para-Condrioid (2:32)
5. Fat Lip (3:02)
6. All Messed Up (2:54)
7. All She's Got (3:18)
8. Over My Head (Better Off Dead) (2:58)
9. In Too Deep (3:20)
10. Machine Gun (3:09)
11. No Brains (4:53)
12. Heart Attack (3:10)
13. Nothing On My Back (4:10)
14. A.N.I.C. (1:32)
15. The Hell Song (3:17)
16. Thanks For Nothing (3:26)
17. Grab The Devil (1:39)
18. Still Waiting (2:41)
19. Hooch (3:38)
20. Motivation (3:05)
21. Pain For Pleasure (3:16)
22. Rabies (bonus) (1:00)
23. Satan (bonus) (1:00)
24. Violence (bonus) (1:00)
25. All Messed Up (video edit) (3:06)
26. Still Waiting (video edit) (3:50)
27. Over My Head (Better Off Dead) (video edit) (2:51)